# Premios TVyNovelas (Meksyk)
Premios TVyNovelas – nagroda wręczana corocznie przez program telewizyjny Televisa oraz TvyNovelas, aby uhonorować najlepszą telewizyjną produkcję oraz aktora według określonych kategorii i kryteriów aktorskich i filmowych. Konkurs obejmuje też telenowele. Pierwsza edycja odbyła się w 1983 roku. Ceremonia wręczenia nagród ma miejsce w Forum Mundo Imperial w Acapulco. Ceremonia transmitowana jest przez Canal de las Estrellas dla Meksyku i Ameryki Łacińskiej oraz przez Univision dla Stanów Zjednoczonych. Po raz pierwszy w 30 letniej historii, Canal de las Estrellas i Univision przeprowadzili wspólnie transmisję Premios 28 kwietnia 2013 roku.